# Гольденблюм, Анатолий Морицович
Анатолий Морицович Гольденблюм (1898—1972) — советский деятель культуры, искусствовед и педагог, директор музея Большого театра СССР и Омского музея изобразительных искусств.

## Биография
Родился 10 мая (22 мая по новому стилю) 1898 года в Санкт-Петербурге в семье М. А. Гольденблюма — русского дирижёра и музыкального критика.
Учился на историко-филологическом факультете Санкт-Петербургского университета и в Военно-медицинской академии.
С 1930 по 1931 годы был инструктором в культотделе Союза Медсантруд, с 1931 по 1932 годы — заведующий массовым сектором Дома работников искусств. С 1932 по 1936 годы Гольденблюм работал заведующим культотдела Малого академического оперного театра, а с 1936 по 1940 годы — директором музея ГАБТа.
Участник Великой Отечественной войны, был удостоен трех медалей: «За оборону Москвы», «За победу над Германией» и «За доблестный труд в годы Великой Отечественной войны». В 1947 году по направлению Комитета по делам искусств при Совете Министров РСФСР А. М. Гольденблюм был направлен в Омск, где в 1947—1967 годах занимал должность директора Омского музея изобразительных искусств. При его участии музей пополнился произведения талантливых художников не только Москвы, Ленинграда, Свердловска, Хабаровска, Красноярска, Ярославля, но и омских авторов. За период с 1950 по 1955 годы коллекции музея значительно возросла, особенно в части работ советских мастеров, а из фондов Государственной Третьяковской галереи в 1955—1962 годах в Омск было передано около ста произведений живописи, скульптуры, графики, прикладного искусства.
А. М. Гольденблюм — автор нескольких книг и многочисленных публикаций по различным вопросам искусства, был одним из первых действительных членов Всесоюзного общества по распространению политических и научных знаний (впоследствии — общество «Знание»). Также занимался педагогической деятельностью — преподавал в Омском музыкальном училище им. В. Шебалина и в Омском педагогическом институте.
Умер в 1972 году в Омске, похоронен на Старо-Восточном кладбище.